# Petre Sălcudeanu
Petre Sălcudeanu (n. 8 septembrie 1930, Gligorești, România – d. 6 noiembrie 2005, București, România) a fost un scriitor, scenarist de film și om politic român, ales deputat în legislatura 1992–1996 din partea FDSN/PDSR.  Sălcudeanu a ocupat funcția de ministru al Culturii din România în 1993 (28 august - 5 noiembrie) din partea PDSR și a fost un membru fondator al Uniunii Scriitorilor din România. A absolvit Facultatea de Critică și Literatură din Moscova și Facultatea de Filozofie din București.

## Activitatea literară
Romanul Biblioteca din Alexandria (Editura Fundația Culturală Română, 1992) i-a adus Premiul Uniunii Scriitorilor și al Academiei Române. Petre Sălcudeanu este creatorul personajului de ficțiune Bunicul, ce figurează ca protagonist al unei serii de romane polițiste pe teme criminalistice:
- Un biet bunic și o biată crimă (Ed. Eminescu, col. Clepsidra, 1970, reeditat de Ed. Publisol, 2021)
- Moartea manechinului (Ed. Albatros, col. Aventura, 1970, reeditat de Ed. Publisol, 2021)
- Detectiv la paisprezece ani (Ed. Ion Creangă 1971, reeditat de Ed. Publisol, 2021)
- Bunicul și păcatele lumii (Ed. Eminescu, col. Clepsidra, 1971, reeditat de Ed. Publisol, 2021)
- Bunicul și porunca să nu ucizi (Ed. Eminescu, col. Clepsidra, 1972, reeditat de Ed. Publisol, 2021)
- Un bunic și o biată aventură (Ed. Albatros, col. Aventura, 1974, reeditat de Ed. Publisol, 2021)[5]
- Bunicul și doi delicvenți minori (Ed. Ion Creangă, col. Biblioteca Contemporană, 1974, reeditat de Ed. Ion Creanga, 1992, reeditat de Ed. Publisol, 2021)
- Bunicul și o lacrimă de fată (Ed. Eminescu, col. Clepsidra1976, reeditat de Ed. Publisol, 2021)
- Un bunic și o biată cinste (Ed. Dacia, col. Scorpionul, 1980, reeditat de Ed. Publisol, 2021)
- Apa care tace (Ed. Eminescu 1984, reeditat de Ed. Publisol, 2022)
- Judecata de Apoi (Ed. Militară, 1987, reeditat de Ed. Militară, 1992)
- Umbre (Ed. Militară, 1990, reeditat la Ed. Semne, 2002, reeditat de Ed. Publisol, 2022)
- Bunicul și lacrima din carburator (Ed. Albatros, col. Romanul polițist, 1994, reeditat de Ed. Publisol, 2022)
- Bunicul, Thailanda și? (Ed. RAI, 1995, reeditat de Ed. Publisol, 2022)
- Mamă, dacă nu te împaci cu tata, mă fac detectiv! (Ed. Semne, 2004, reeditat de Ed. Publisol, 2022)

Deși scrisese romane cu activiști de partid, în epoca Realismului socialist (Cântecul muncitoresc (1950), Strada Lux (1962), Săptămâna neterminată (1965)), Petre Sălcudeanu a publicat cărți de succes la public și critici atât în perioada comunismului (Ucenicie printre gloanțe (1974, reeditat în 2021 de Ed. Publisol)), Biblioteca din Alexandria (1980), Cina cea de taină (1984), Ochiul și marea (1989)), cât și după Revoluția din 1989.

## Filmografie

### Scenarist
- Partea ta de vină... (1963) - în colaborare cu Francisc Munteanu
- Răscoala (1966)
- Aventurile lui Tom Sawyer (1968) - în colaborare cu Walter Ulbrich
- Moartea lui Joe Indianul (1968) - în colaborare cu Walter Ulbrich
- Cu mîinile curate (1972) - în colaborare cu Titus Popovici
- Ultimul cartuș (1973) - în colaborare cu Titus Popovici
- Conspirația (1973) - în colaborare cu Titus Popovici
- Departe de Tipperary (1973) - în colaborare cu Titus Popovici
- Vifornița (1973)
- Toamna bobocilor (1975)
- Bunicul și doi delincvenți minori (1976)
- Soldaty svobody (Vojaci slobody) (1977)
- Iarna bobocilor (1977)
- Împușcături sub clar de lună (1977)
- O lacrimă de fată (1980)
- La răscrucea marilor furtuni (1980)
- Munții în flăcări (1980) - despre Avram Iancu
- Întoarcerea din iad (1983) - dialoguri
- Lovind o pasăre de pradă (1983)
- Prea cald pentru luna mai (1984)
- Bunicul și o biată cinste (1984)
- Întunecare (1986)
- Primăvara bobocilor (1987)
- Privește înainte cu mînie (1993)
- Dulcea sauna a morții (2003)

### Actor
- Eu, tu, și... Ovidiu (1978)

## Distincții
- Ordinul Muncii clasa a III-a (10 august 1964) „pentru merite deosebite în opera de construire a socialismului, cu prilejul celei de a XX-a aniversări a eliberării patriei”[6]